# 宁波市眼科医院
宁波市眼科医院，又称温州医科大学宁波市眼科医院，是浙江省宁波市的一所公立眼科专科医院，前身为1952年成立的镇安中医师联合诊所（又称宁波市第四联合诊所），位于新河路101号，1958年百丈中医师联合诊所并入，改称镇安卫生所，迁至镇安街23号，1981年更名为镇安卫生院，1987年更名为江东区中心卫生院，1989年增挂江东眼科医院牌子，2003年正式设立江东眼科医院，2009年迁址民安路855号:911-912，2010年更名为宁波市眼科医院，2018年托管宁波眼病中心医院，增挂宁波市眼科医院西部院区牌子，2019年正式迁入北明程路599号，2023年与温州医科大学达成合作，挂牌温州医科大学宁波市眼科医院，为三级甲等医院。